# Bryce Hoppel
Bryce Hoppel (Midland, 5 september 1997) is een Amerikaanse middellangeafstandsloper, die is gespecialiseerd in de 800 m. Hij nam eenmaal deel aan de Olympische Spelen en veroverde op zijn favoriete afstand zes nationale titels, tweemaal outdoor en viermaal indoor. In 2024 behaalde hij zijn grootste succes tot nu toe: op de WK indoor in Glasgow veroverde hij de gouden medaille op de 800 m.

## Biografie

### Highschooljaren
Tijdens zijn middelbareschooltijd deed Hoppel op atletiekgebied voor het eerst van zich spreken. Als leerling aan de Midland High School werd hij in 2016 Texas 6A State kampioen op de 800 m in een tijd van 1.49,67, een schoolrecord, na dat seizoen geen wedstrijd te hebben verloren. Verder vestigde hij schoolrecords op de 1600 m en de 3 mijl. 

### Universiteitsjaren
Tijdens zijn jaren als student aan de Universiteit van Kansas behaalde Hoppel vervolgens vele aansprekende resultaten. Zo werd hij vijfvoudig 'All-American' kampioen, tweevoudig nationaal kampioen en veroverde hij in 2019 op de 800 m zowel indoor als outdoor de NCAA-titels. Daarbij was hij de eerste mannelijke atleet van de Universiteit van Kansas die een NCAA-titel veroverde. Vanaf het indoorseizoen van 2019 tot aan de Amerikaanse nationale kampioenschappen eind juni van dat jaar bleef Hoppel in 21 opeenvolgende races ongeslagen. Gedurende die periode liep hij tijdens de NCAA-outdoor kampioenschappen de 800 m in 1.44,41, de vijfde snelste tijd in de historie van de NCAA.

### Professioneel atleet: eerste successen
Op 17 augustus 2019 kondigde Hoppel aan, dat hij een profcontract had getekend bij Adidas.
Op de Amerikaanse kampioenschappen van 2019 werd Hoppel derde op de 800 m. Hiermee kwalificeerde hij zich voor de wereldkampioenschappen in Doha, waar hij vervolgens zeer verdienstelijk debuteerde door vierde te worden in de persoonlijke recordtijd van 1.44,25. Dit was des te opmerkelijker, omdat hij dit presteerde na een erg lang en intensief atletiekjaar achter de rug te hebben.
In 2020 veroverde Hoppel zijn eerste nationale titel door op de Amerikaanse indoorkampioenschappen in Albuquerque de 800 m te winnen in 1.46,67. Daarna werd het wedstrijdseizoen stilgelegd vanwege de coronapandemie. Pas in augustus kon hij weer deelnemen aan een wedstrijd, de Herculis-meeting in Monaco, die deel uitmaakte van het Diamond League-programma. Hier werd hij tweede achter de regerend wereldkampioen, zijn landgenoot Donovan Brazier, in 1.43,23, een verdere verbetering van zijn PR. 
In 2021 nam Hoppel deel aan de uitgestelde Olympische Spelen van 2020 in Tokio. In de halve finale kon hij zich niet kwalificeren voor de finale van de 800 m.
In 2022 behaalde Hoppel zijn eerste medaille op een internationaal toernooi. Op de WK indoor in Belgrado liep hij naar de bronzen medaille in de finale van de 800 m, achter Mariano García en Noah Kibet. 

## Titels
- Wereldindoorkampioen 800 m - 2024
- NCAA-kampioen 800 m - 2019
- NCAA-indoorkamp. 800 m - 2019
- Amerikaans kampioen 800 m - 2022, 2023
- Amerikaans indoorkampioen 800 m - 2020, 2022, 2023, 2024

## Persoonlijke records
Outdoor
| Onderdeel | Prestatie | Datum            | Plaats   |
| --------- | --------- | ---------------- | -------- |
| 400 m     | 47,68     | 1 mei 2021       | Lawrence |
| 800 m     | 1.43,23   | 14 augustus 2020 | Monaco   |
| 1000 m    | 2.15,99   | 10 augustus 2022 | Monaco   |
| 1500 m    | 3.42,62   | 24 april 2021    | Eugene   |

Indoor
| Onderdeel | Prestatie | Datum            | Plaats       |
| --------- | --------- | ---------------- | ------------ |
| 400 m     | 50,67     | 27 januari 2017  | Lawrence     |
| 800 m     | 1.44,37   | 31 januari 2021  | Fayetteville |
| 1000 m    | 2.16,27   | 13 februari 2021 | New York     |
| Mijl      | 4.09,95   | 20 januari 2018  | Lincoln      |

## Prestaties

### 800 m
Kampioenschappen
- 2019:  NCAA-indoorkamp. - 1.46,46
- 2019:  NCAA-kamp. - 1.44,41
- 2019:  Amerikaanse kamp. - 1.46,31
- 2019: 4e WK - 1.44,25
- 2019: 4e Pan-Amerikaanse Spelen - 1.47,48
- 2020:  Amerikaanse indoorkamp. - 1.46,67
- 2021: 5e in halve finale OS - 1.44,91
- 2022:  Amerikaanse indoorkamp. - 1.45,30
- 2022:  Amerikaanse kamp. - 1.44,60
- 2022: 4e in series WK - 1.46,98
- 2022:  WK indoor - 1.46,51
- 2023:  Amerikaanse indoorkamp. - 1.45,92
- 2023:  Amerikaanse kamp. - 1.46,20
- 2023: 7e WK - 1.46,02
- 2024:  Amerikaanse indoorkamp. - 1.46,67
- 2024:  WK indoor - 1.44,92

Diamond League-podiumplaatsen
- 2021:  Herculis - 1.43,23
- 2022:  Birmingham Diamond League - 1.46,33